# Symmius yamaguchiensis
Symmius yamaguchiensis là một loài chân đều trong họ Chaetiliidae. Loài này được Shimomura miêu tả khoa học năm 2008.